# Rillieux-la-Pape
Rillieux-la-Pape ist eine französische Gemeinde mit 31.479 Einwohnern (1. Januar 2022) in der Métropole de Lyon in der Region Auvergne-Rhône-Alpes.

## Geografie
Rillieux-la-Pape liegt im Nordosten des Großraumes Lyon am Canal de Miribel. Sie ist eine von 57 Kommunen, die zusammen die Métropole de Lyon bilden, wobei es sich mit insgesamt 1.452.952 Einwohnern (Stand 2007) hierbei um das zweitgrößte Ballungsgebiet Frankreichs handelt. Charakteristisch ist die historische Bebauung und Topografie, da sich zwischen den Dörfern Crépieux-la-Pape und Rillieux die heutige Gemeinde erstreckt. Des Weiteren erhielt Rillieux-la-Pape im Rahmen des Wettbewerbs Concours des villes et villages fleuris des Conseil national des villes et villages fleuris (deutsch: Nationalrat der beblümten Städte und Dörfer) eine Bewertung von zwei Rosen.

## Geschichte
Crépieux-la-Pape war ursprünglich ein Stadtteil von Rillieux, wurde jedoch 1927 wegen der wachsenden Größe ausgegliedert, um eine eigene Kommune zu bilden. Fünfundvierzig Jahre später wurden die beiden Gemeinden wiedervereinigt, auf Grund des starken weiter anhaltenden Wachstums.
Der Ortsname La-Pape wird nicht vom französischen Wort pape (deutsch: Papst), stattdessen vom alten lyonischen Wort poype oder pouape (aus dem Lateinischen Pectus für Brust) abgeleitet, was so viel bedeutet wie eine kleine befestigte Anhöhung oder Hügel.
Am 29. Juni 1944 ließ Paul Touvier von der Milice française als Rache für den Nazi-Kollaborateur Philippe Henriot, der bei einem Anschlag gestorben war, in Rillieux-la-Pape sieben jüdische Geiseln ermorden.
Die Gemeinde entstand 1972 aus der Vereinigung der beiden Dörfer Crépieux-la-Pape und Rillieux, welche bis 1967 dem Département Ain angehörten. Im selben Jahr wurden u. a. die beiden Dörfer mit weiteren Gemeinden der Départements Ain und Isère in das Département Rhône anlässlich der Schaffung der Communauté urbaine de Lyon eingegliedert. Rillieux-la-Pape war bis 2015 Hauptort des gleichnamigen Kantons Rillieux-la-Pape.

## Politik

### Stadtviertel
Rillieux-la-Pape ist in 13 Verwaltungsbezirke eingeteilt: Les Alagniers Nord, Les Alagniers Sud, Mercières-Loup Pendu, La Roue, Crépieux, Rillieux Village, Vancia, Les Semailles, Les Brosses, Europe, Velette, Mont-Blanc und Ravel.

### Bürgermeister
- 1972–1995: Marcel-Yves André (UDF)
- 1995–2005: Jacky Darne (PS)
- 2005–2014: Renaud Gauquelin (PS)
- 2014-heute Alexandre Vincendent (LR)

### Städtepartnerschaften
- Natitingou, Benin (seit 1998)
- Łęczyca, Polen (seit 1999)
- Ditzingen, Deutschland (seit 2010)

## Kultur und Sehenswürdigkeiten
Die Stadt hat mehrere Schulen: Schulzentren, Collèges (Paul Emile Victor, Maria Casares und St. Charles), ein Lycée (Albert Camus) und Fachoberschulen (Petrel, Sermenaz, St. Charles).

## Wirtschaft und Infrastruktur

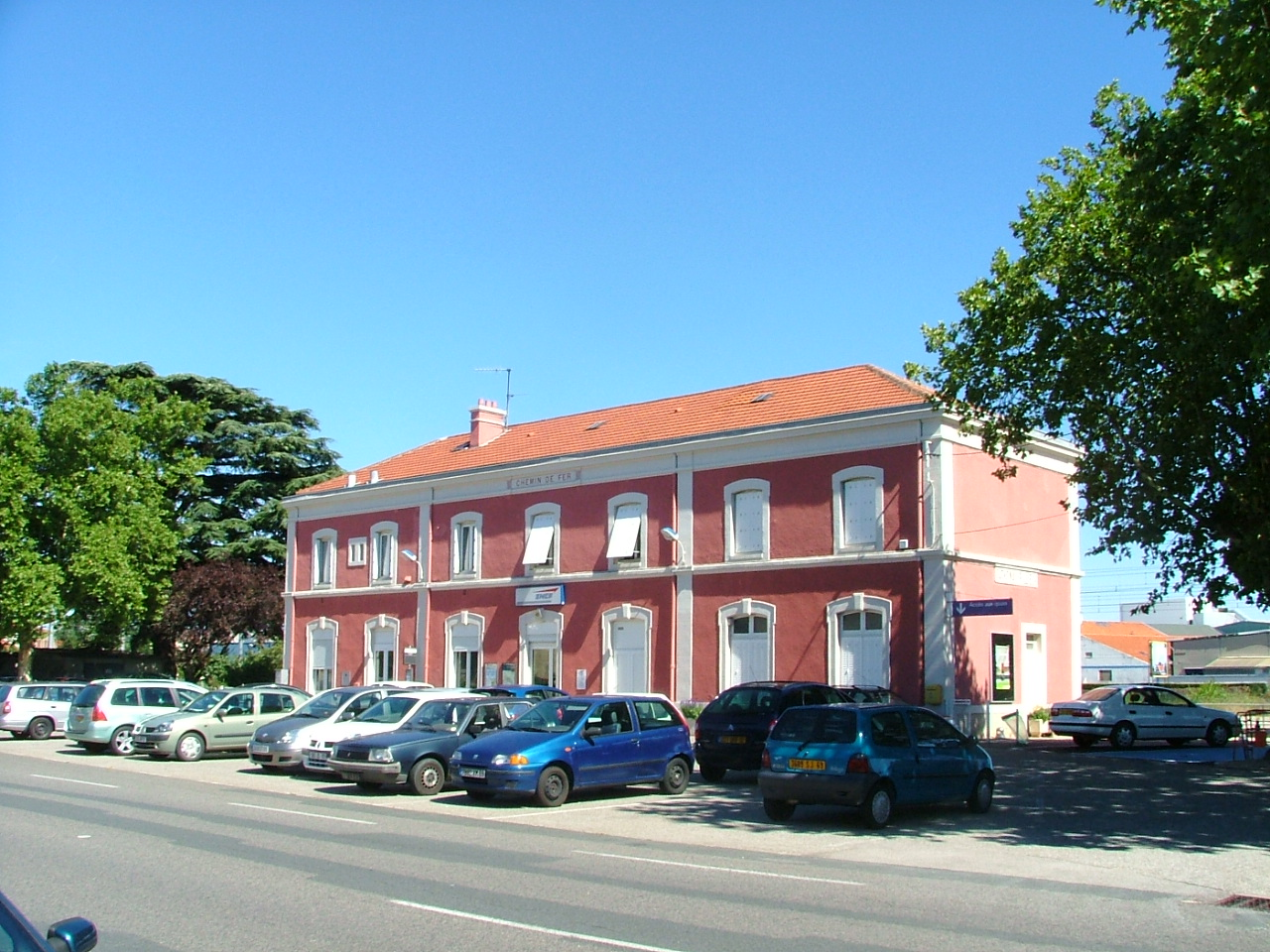
Gare de Sathonay-Rillieux

Die Chambre de commerce et d'industrie de Lyon hat eine Filiale in Rillieux-la-Pape. Des Weiteren ist die Stadt die Heimat von Firmen wie Pyragric (Feuerwerk-Produzent).
Es gibt zwei Bahnhöfe in der Stadt:
- Gare de Sathonay-Rillieux: TER Rhône-Alpes angeschlossen über die Bahnstrecke Lyon-Saint-Clair–Bourg-en-Bresse
- Gare de Crépieux-la-Pape: TER Rhône-Alpes, angeschlossen über die Bahnstrecke Lyon-Perrache–Genève-Cornavin

Des Weiteren ist Rillieux-la-Pape mit dem öffentlichen Verkehrsnetz der transports en commun lyonnais verbunden.

## Persönlichkeiten
- Marcel-Yves André, Bürgermeister der Stadt von 1972 bis 1995
- Guillaume Balas (* 1972), französischer Politiker
- Diego Brosset (1898–1944), französischer General, Ordre de la Libération, Befreier Lyons
- Hacine Cherifi (* 1967), ehemaliger Profiboxer und Weltmeister in seiner Klasse
- Dominique Daquin (* 1972), französischer Volleyballspieler
- Jacky Darne (* 1944), Bürgermeister der Stadt von 1995 bis 2005
- Laurent Fournier (* 1964), ehemaliger französischer Fußballspieler, heute Trainer dieses Sportes
- Renaud Gauquelin (* 1954), momentaner Bürgermeister seit 2005
- Flavien Michelini (* 1986), französischer Fußballspieler
- Loïc Rémy (* 1987), französischer Profi-Fußballspieler, in dieser Stadt geboren
- Jérémy Sapina (* 1985), französischer Profi-Fußballspieler, in dieser Stadt geboren
- Jacques Molard, erster Bürgermeister der Stadt von 1790 bis 1791.